# Swintha Gersthofer
Swintha Gersthofer (* 1985 in St. Gallen) ist eine deutsche Schauspielerin.

## Leben
Swintha Gersthofer wuchs im Appenzell und in Deutschland auf. Ab 2007 studierte sie am Max Reinhardt Seminar in Wien Schauspiel, das Studium schloss sie 2011 ab. Rollenunterricht erhielt sie unter anderem bei Bernd Birkhahn, Birgit Doll und Dietmar König.
2009 spielte sie bei den Shakespeare-Festspielen Rosenburg die Rolle der Hermia im Sommernachtstraum, 2010/11 verkörperte sie am Theater an der Wien und der Opéra National de Lorraine die Ida in der Fledermaus, 2011/12 war sie am Schauspielhaus Graz in Geister in Princeton zu sehen, 2012 spielte sie erneut bei den Shakespeare Festspielen Rosenburg, diesmal die Rolle der Rosalind in Wie es euch gefällt.

### Landestheater Niederösterreich
Ab der Saison 2012/13 war sie Ensemblemitglied des Landestheaters Niederösterreich, wo sie beispielsweise als Marianne in Geschichten aus dem Wiener Wald, als Abigail in Hexenjagd und als Jessica in Die schmutzigen Hände auf der Bühne stand. Im Rahmen der Verleihung des Nestroy-Theaterpreises 2014 war sie für ihre Darstellung der Edrita in Weh dem, der lügt! am Landestheater als beste Nachwuchsschauspielerin nominiert.

### Theater in der Josefstadt
Seit September 2016 ist sie Ensemblemitglied am Wiener Theater in der Josefstadt, wo sie an der Uraufführung von Ödön von Horváths Niemand mitwirkte und als Fritzi in Anatol auf der Bühne stand. In der Saison 2017/18 war sie dort in der Rolle der Viola de Lesseps in der Bühnenfassung von Shakespeare in Love an der Seite von Dominic Oley, in der Uraufführung der Bühnenfassung von All About Eve von Christopher Hampton in die Rolle der Phoebe, in Der Garderober von Ronald Harwood als Irene und in Auf dem Land von Martin Crimp als Corinne zu sehen.
An den Wiener Kammerspielen der Josefstadt spielte sie in der Saison 2018/19 in der Kriminalkomödie Acht Frauen von Robert Thomas die Rolle der Susanne. In Glaube und Heimat von Karl Schönherr spielte sie 2019 in der Josefstadt an der Seite von Raphael von Bargen und Silvia Meisterle die Rolle des Spatz. Im September 2021 feierte sie als Polly Peachum in der Dreigroschenoper an den Kammerspielen Premiere.

## Filmografie (Auswahl)
- 2010: Der Räuber
- 2014: Hangover in Highheels (Regie: Sven Bohse)
- 2015: SOKO Donau/SOKO Wien – Lara K. (Fernsehserie)
- 2019: SOKO Donau – Ritterschlag (Fernsehserie)
- 2019: SOKO Kitzbühel – Parasit (Fernsehserie)
- 2020: Ziemlich russische Freunde (Fernsehfilm)
- 2022: SOKO Köln – Über dem Gesetz (Fernsehserie)
- 2022: Der Altaussee-Krimi: Letzte Bootsfahrt (Fernsehreihe)
- 2023: Blind ermittelt – Mord an der Donau (Fernsehreihe)
- 2023: Mandy und die Mächte des Bösen (Fernsehserie)
- 2024: Die Rosenheim-Cops – Spieglein, Spieglein (Fernsehserie)
- 2025: SOKO Donau – Eine Gräfin namens Cindy (Fernsehserie)

## Hörbücher
- 2015: Schweizer Kindergarten-Geschichten, Julius Breitschopf Verlagsbuchhandlung
- 2015: Mein grosses Heidi-Wimmelbuch, Julius Breitschopf Verlagsbuchhandlung
- 2014: Mein großes Fingerspiele-Puzzlebuch, Julius Breitschopf Verlagsbuchhandlung
- 2013: Mini-Geschichten zur guten Nacht, Julius Breitschopf Verlagsbuchhandlung